# 612 v. Chr.
Portal Geschichte | Portal Biografien | Aktuelle Ereignisse | Jahreskalender | Tagesartikel

◄ |
8. Jahrhundert v. Chr. |
7. Jahrhundert v. Chr. |
6. Jahrhundert v. Chr. |
►

◄ | 630er v. Chr. | 620er v. Chr. | 610er v. Chr. | 600er v. Chr. |
590er v. Chr. |
►

◄◄ | ◄ | 615 v. Chr. | 614 v. Chr. | 613 v. Chr. | 612 v. Chr. |
611 v. Chr. |
610 v. Chr. |
609 v. Chr. |
► |
►►

## Ereignisse

### Politik und Weltgeschehen
- 30. Mai: Die Belagerung der assyrische Hauptstadt Ninive durch den medischen Herrscher Kyaxares II. beginnt.
- 10. August: Ninive wird von einer Koalition aus Medern und Babyloniern eingenommen. Der assyrische König Sîn-šarru-iškun kommt bei diesem Angriff ums Leben, ihm folgt Aššur-uballiṭ II. auf den Thron. Früher im Jahr ist bereits die ehemalige Hauptstadt Nimrod von Medern und Chaldäern erobert und zerstört worden. Sein Nachfolger Aššur-uballiṭ II. hält sich noch in Harran.

### Wissenschaft und Technik
- 14. Regierungsjahr des babylonischen Königs Nabopolassar (612 bis 611 v. Chr.): Im babylonischen Kalender fällt der Jahresbeginn des 1. Nisannu auf den 23.–24. März[1]; der Vollmond im Nisannu auf den 5.–6. April[1] und der 1. Tašritu auf den 16.–17. September[1].[2]

## Gestorben
- 28. Juli: Sîn-šarru-iškun, assyrischer König (* vor 627 v. Chr.)